# Strojarstvo u Hrvatskoj
Strojarstvo u Hrvatskoj, kao i drugdje u svijetu, započeli su kovački, ljevački, kolarski i drugi obrti, a majstori obrtnici svoja su umijeća zasnivali na iskustvu, te se sami brinuli za izobrazbu pomoćne radne snage. Od doba renesanse javljaju se pojedinci koji su svojim djelovanjem, djelima i izumima ostavili trag u razvoju strojarske struke. Takvi su primjerice bili dubrovački ljevač zvona i topova Ivan Krstitelj Rabljanin, te šibenski izumitelj i polihistor Faust Vrančić, koji je potkraj 16. stoljeća pripremio knjigu Novi strojevi Fausta Vrančića Šibenčanina (lat. Machinae novae Fausti Verantii Siceni). U toj knjizi Vrančić opisuje 56 svojih ili prerađenih tuđih izuma, među kojima su padobran, satovi, mlinovi, preše, strojevi za mlaćenje i čišćenje žitarica, zaprežna kola i drugo, uglavnom namijenjenih olakšavanju ljudskoga rada primjenom rada teglećih životinja, te energije vodenih tokova ili vjetra. Prilog razvoju temeljnih znanosti kao osnove strojarstva dali su Marin Getaldić, Ruđer Bošković i drugi.
Pojedinci izumitelji, kadšto i bez osnovnog strojarskog obrazovanja, i u kasnijim su razdobljima svojim izumima dali doprinos u svjetskim razmjerima, na primjer Ivan Vukić izumom torpeda 1860-tih, David Schwarz izumom zračnoga broda 1890-tih, Slavoljub Penkala automatskom olovkom i mnogim drugim izumima s početka 20. stoljeća, Nikola Tesla izumom turbine bez lopatica (1909.), Mario Puratić izumom mehaničkoga koloturnika za izvlačenje ribarske mreže iz mora (1954.).
Znatniju primjenu strojeva svojom su pojavom uvjetovale prve manufakture. Još 1651. Petar Zrinski dao je u Čabru sagraditi prvu pilanu na vodeni pogon te manufakturu željezne robe u kojoj je radilo 200 radnika. U drugoj polovini 18. stoljeća broj manufaktura stalno se povećava. Pravi poticaj razvoju strojogradnje i strojarske struke općenito dali su prvi industrijski pogoni s primjenom masovne proizvodnje u prvoj polovini 19. stoljeća. Prvim industrijskim poduzećem u Hrvatskoj smatra se Tvornica papira Rijeka, osnovana 1828., u kojoj je 1833. pušten u pogon prvi parni stroj u Jugoistočnoj Europi. Ubrzo su otvoreni i drugi industrijski pogoni, na primjer u Čepinu šećerana 1836., a u Rijeci industrijski mlin 1841., tvornica kemijskih proizvoda, svijeća i sapuna 1852., prvi parni mlin na hrvatskim prostorima te ljevaonica Fonderia metalli 1853., koja je ubrzo počela proizvoditi brodske kotlove i parne strojeve.
Presudan poticaj ozbiljnijem razvoju strojarstva kao nove cjelovite struke dalo je uvođenje željeznice te parnoga stroja kao novoga pogona u proizvodnim procesima, brodskim pogonima i slično. U drugoj polovini 19. stoljeća Hrvatska se industrijski snažno razvija, pa na primjer u Osijeku rade ljevaonica metala i pogoni za gradnju strojeva, u Zagrebu i Rijeci grade se plinare, na Sušaku rafinerija nafte, u Zagrebu parna pilana, u Rijeci i Puli brodogradilišta. Prvi prikaz hrvatske strojarske proizvodnje održan je u sklopu novoosnovanoga Zagrebačkoga zbora 1864., na kojem se izlažu poljoprivredni strojevi hrvatske proizvodnje, proizvodi za brodogradnju i drugo.

## Početci nastave strojarstva u Hrvatskoj
Modernizacijski procesi tijekom druge polovine 19. stoljeća nametali su potrebu obrazovanja kadrova za područja tehnike i industrije. Strojoslovje se kao nastavni predmet javlja od 1861/62. u 6. razredu zagrebačke Kraljevske više realke. Sustavno poučavanje predmeta strojarske struke počelo je u sklopu nastave brodostrojarstva u vojnim pomorskim učilištima i nautičkim školama. Od 1866. na riječkoj Carsko-kraljevskoj mornaričkoj akademiji budući su časnici u sklopu četverogodišnjega studija izučavali teorijske i praktične osnove parnih strojeva, a od 1870. i u pulskoj jednogodišnjoj Strojarskoj podoficirskoj školi, odnosno trogodišnjoj Školi za strojarski podmladak. Na civilnim se pomorskim školama početkom 1880-ih sluša predmet Nauk o parostroju, koji je među prvima na Nautičkoj školi u Bakru 1882. predavao Andrija Mohorovičić. Godine 1925. otvoren je brodostrojarski odjel Srednje tehničke škole u Splitu, a 1930-ih i u pomorskim školama u Bakru i Malom Lošinju.

### Srednje škole
Strukovno školovanje za strojarska zanimanja počinje u Srednjoj tehničkoj školi u Zagrebu, osnovanoj 1919. iz dotadašnje Građevne stručne škole, ustrojene 1892. uz Kraljevsku zemaljsku obrtnu školu. U toj je školi od 1923. postojao i trogodišnji program večernje škole za izobrazbu strojarskih poslovođa, dok je 1931. otvoren strojarski odsjek. Nakon Drugog svjetskoga rata strukovno obrazovanje postaje važnim čimbenikom provođenja takozvane planske privrede. Godine 1950. strojarske odsjeke imale su srednje tehničke škole u Zagrebu, Splitu, Puli, Osijeku, Slavonskom Brodu, Karlovcu i Rijeci, te Rudarska srednja tehnička škola u Varaždinu i Srednja poljoprivredna strojarska škola u Vinkovcima. Od 1992. programi strojarske struke provode se odvojeno u četverogodišnjim tehničkim i trogodišnjim industrijsko-obrtničkim školama. Danas se završetkom četverogodišnjega programa stječu zanimanja na razini tehničara (na primjer strojarski tehničar, tehničar za vozila i vozna sredstva, za brodostrojarstvo i slično), a završetkom trogodišnjega programa zanimanja na razini mehaničara, instalatera i radnika u proizvodnji.

### Visoke škole, fakulteti i znanost
Prvi inženjeri strojarstva potkraj 19. stoljeća bili su školovani u inozemstvu (Beč, Prag, Budimpešta, Zürich), a zapošljavali su se pretežno u državnim ustanovama kao što su željeznica, energane, vojni arsenali i drugo. Nakon dvadesetogodišnjih nastojanja osnovana je 1919. Kraljevska tehnička visoka škola u Zagrebu, unutar koje je, kao jedan od osam odjela, djelovao i strojarski odjel. Škola je 1926. kao Tehnički fakultet pripojena Sveučilištu u Zagrebu. Naglo povećanje broja studenata nakon Drugog svjetskoga rata rezultiralo je 1956. diobom Tehničkoga fakulteta na četiri samostalna fakulteta, među kojima je bio i Strojarsko-brodograđevni. Godine 1958. osnovana je Visoka tehnička škola u Zagrebu sa stručnim studijem strojarstva, koja se 1967. ujedinila sa Strojarsko-brodograđevnim fakultetom u jedinstveni Fakultet strojarstva i brodogradnje. Osim na tome fakultetu, strojarstvo diplomske razine se danas može studirati na Tehničkome fakultetu u Rijeci, Fakultetu elektrotehnike, strojarstva i brodogradnje u Splitu te na Strojarskome fakultetu u Slavonskom Brodu, na kojima su studiji strojarstva pokrenuti početkom 1960-ih. Stručni studiji strojarstva danas se izvode u Rijeci, Splitu, Karlovcu, Zagrebu, Bjelovaru, Velikoj Gorici, Koprivnici i Slavonskom Brodu.
Značajniji znanstveni i istraživački rad u području strojarstva u Hrvatskoj započeo je kada i sveučilišna nastava iz toga područja, posebno se intenzivirao nakon Drugog svjetskoga rata, a danas se odvija pretežno na strojarskim fakultetima i u institutima. U Hrvatskoj izlazi nekoliko časopisa u kojima se objavljuju dostignuća znanstvenoga i stručnoga rada, ponajprije časopis Strojarstvo te specijalizirani časopisi Zavarivanje i zavarene konstrukcije, Ljevarstvo, Polimeri, Metalurgija i drugi.

### Znanstvene i strukovne udruge
Unutar Hrvatskoga inženjerskoga saveza, sljednika Kluba inžinirah i arkitektah Zagreba utemeljenoga 1878., djeluje Hrvatski strojarski i brodograđevni inženjerski savez (od 1927. Klub strojara i električara), koji se brine za razvoj i izobrazbu kadrova strojarske struke. Kao članovi Saveza djeluju strukovna udruženja, među kojima su najstarija Hrvatsko udruženje za ljevarstvo (osnovano 1953.), Hrvatsko društvo za tehniku zavarivanja (1953.) i Hrvatsko društvo za zaštitu materijala (1954.). Za ovlaštene inženjere strojarstva je danas nadležna Hrvatska komora inženjera strojarstva, koja se 2009. izdvojila iz Hrvatske komore arhitekata i inženjera u graditeljstvu.

## Vanjske poveznice
- Strojarstvo Hrvatska tehnička enciklopedija, portal hrvatske tehničke baštine. LZMK

- Strojarstvo Hrvatska tehnička enciklopedija, portal hrvatske tehničke baštine. LZMK

- Hrvatska komora inženjera strojarstva Hrvatska tehnička enciklopedija, portal hrvatske tehničke baštine. LZMK

- Hrvatski strojarski i brodograđevni inženjerski savez Hrvatska tehnička enciklopedija, portal hrvatske tehničke baštine. LZMK

- Hrvatsko društvo za tehniku zavarivanja Hrvatska tehnička enciklopedija, portal hrvatske tehničke baštine. LZMK

- Hrvatsko udruženje za ljevarstvo Hrvatska tehnička enciklopedija, portal hrvatske tehničke baštine. LZMK